# Beroroha (distrikt)
Beroroha District är ett distrikt i Madagaskar.   Det ligger i regionen Atsimo-Andrefanaregionen, i den sydvästra delen av landet, 400 km sydväst om huvudstaden Antananarivo.